# Incendio del Cocoanut Grove
El incendio del Cocoanut Grove fue un incendio en un club nocturno en los Estados Unidos. El Cocoanut Grove fue un club nocturno de primer nivel durante los años 1930 y 1940 posteriores a la prohibición en Boston, Massachusetts. El 28 de noviembre de 1942, fue el escenario del incendio en un club nocturno más mortífero en la historia de los Estados Unidos, con un total de 492 personas muertas (32 más que la capacidad autorizada del edificio) e hiriendo a cientos más. La magnitud de la tragedia conmocionó a la nación y reemplazó brevemente los eventos de la Segunda Guerra Mundial en los titulares de los periódicos. Condujo a una reforma de los estándares y códigos de seguridad en todo Estados Unidos y a cambios importantes en el tratamiento y rehabilitación de las víctimas de quemaduras a nivel internacional.
Fue el segundo incendio de un solo edificio más mortal en la historia de Estados Unidos; solo el incendio del Iroquois Theatre de 1903 en Chicago tuvo un mayor número de muertos, de 602. Fue solo dos años después del incendio ocurrido el 23 de abril de 1940 en el Rhythm Club de Natchez (Misisipi), que mató a 209 personas.

## El incendio
La sala de fiestas estaba diseñada para recibir un aforo de 460 clientes, pero en la noche de la tragedia había más de mil personas tomando bebidas, cenando o viendo el espectáculo. El local había sido recientemente decorado. Luego se supo que a la hora de certificar la seguridad de los materiales hubo algunas deficiencias. Un cortocircuito de una de las lámparas hizo saltar una chispa a un cortinaje que prendió fuego y se extendió a todo el techo de inmediato. En cinco minutos todo el local estaba ardiendo, formándose un humo muy denso. Las puertas de salida se abrían hacia adentro. Algunas estaban cerradas con candado o disimuladas con la decoración. La puerta principal del local era giratoria. Al abalanzarse la multitud despavorida hacia ella, empujando simultáneamente en ambos sentidos, quedó totalmente bloqueada. A la llegada de los bomberos, detrás de la puerta giratoria había más de 200 cuerpos calcinados.

## Acciones letales del fuego
Los quemados fueron trasladados a los hospitales cercanos, uno de los cuales era el hospital General de Massachusetts. Allí dos jóvenes cirujanos, Oliver Cope y Francis Moore, junto con otros especialistas, se hicieron cargo de la catástrofe. Describieron en detalle algunos aspectos de los quemados, en especial el síndrome de inhalación.
Diseñaron nuevos apósitos y pautas de resucitación hidroelectrolitica. El conocimiento y el cuidado de los grandes quemados se revolucionaron grandemente con esta tragedia En el hospital de Massachussetts se acondicionó lo que sería la primera Unidad de Quemados de la historia.

## Consecuencias
De la tragedia de Cocoanut Grove se derivaron importantes leyes de prevención y seguridad en locales públicos referentes a respetar el aforo, instalar iluminación independiente y que las vías de salida se abran fácilmente hacia afuera. Las investigaciones de Cope y Moore sobre lo acaecido en Cocoanut Grove supusieron un antes y un después en el tratamiento del síndrome de inhalación gracias a sus contribuciones

## Responsabilidades legales
En los juicios que siguieron a la catástrofe se detectaron negligencias por dictaminar que los cortinajes eran ignífugos, cuando en realidad no era el caso. El certificado de idoneidad había sido firmado diez días antes por un capitán del cuerpo de bomberos de Boston. Uno de los propietarios de la sala de fiestas, Barney Welansky, fue declarado culpable de negligencia y fue encarcelado tres años y medio.